# Anobium
Anobium es un género de escarabajos de la familia Ptinidae. Hay aproximadamente 7 especies vivientes y 5 fósiles en Anobium. Son del Paleártico, una especie, Anobium punctatum, el escarabajo de los muebles, ha sido introducida accidentalmente en otras partes, incluyendo Norteamérica.

## Especies
Estas 10 especies pertenecen al género Anobium:
- Anobium cymoreki Espaol, 1963 g
- Anobium excavatum Kugelann, 1792 g
- Anobium fulvicorne Sturm, 1837 g
- Anobium hederae Ihssen, 1949 g
- Anobium inexspectatum Lohse, 1954 g
- Anobium nitidum Fabricius, 1792 g
- Anobium punctatum (De Geer, 1774) i c g b

- †Anobium deceptum Scudder, 1878 g
- †Anobium durescens Scudder, 1900 g
- †Anobium lignitum Scudder, 1878 g
- †Anobium ovale Scudder, 1878 g
- †Anobium sucinoemarginatum (Kuska, 1992) g

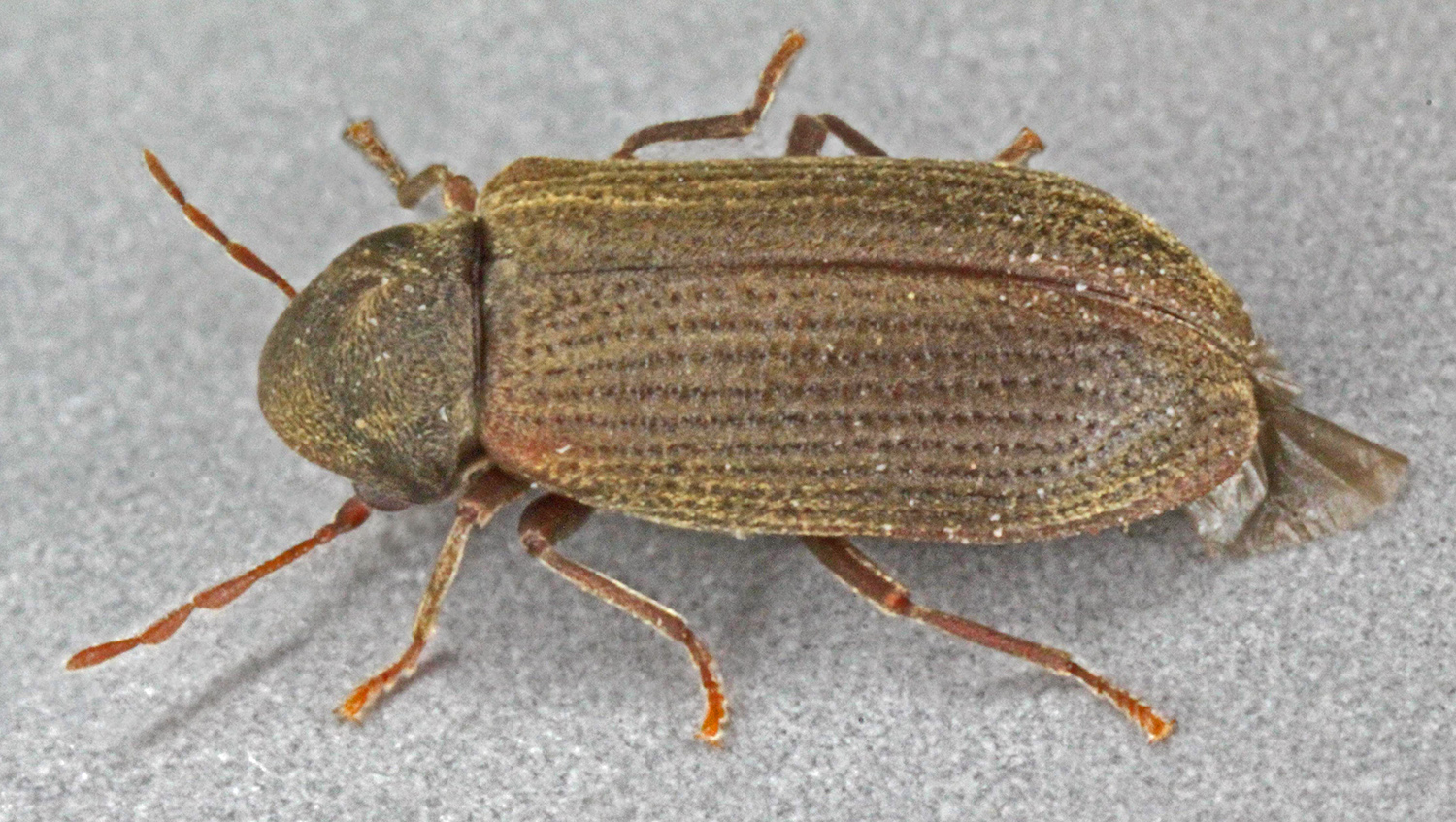
Anobium punctatum.

Fuentes: i = ITIS, c = Catalogue of Life, g = GBIF, b = Bugguide.net